# بنك سينا
سينا بنك (بالفارسية: بانک سینا) هي مؤسسة مصرفية خاصة إيرانية تقدم التجزئة ، التجارية والخدمات المصرفية الاستثمارية الخدمات. تأسست الشركة عام 1985 كجزء من خصخصة الحكومة للنظام المصرفي.
أثناء تأسيسه في طهران ، عمل البنك في جميع أنحاء البلاد مع 1998 موظفًا و 253 فرعاً.
سينا بنك مدرج في بورصة طهران وهو حاليا واحد من ثمانية بنوك خاصة في إيران . والبنك هو حاليا أكبر 64 شركة في إيران. في عام 2007 ، كان لدى بنك سينا رأس مال أولي مبدئي وصلة= 10 مليار ريال إيراني .

## تاريخ
في عام 1985، أسست مؤسسة مستضعفي الثورة مؤسسة مالية وائتمانية باسم "بنياد" من أصولها الخاصة. في عام 2007، قررت مؤسسة مستضعفي الثورة الإسلامية إنشاء بنك خاص لنفسها. لتأسيس البنك، تقدمت مؤسسة مستضعفي إلى بنك مركزي جمهورية إيران الإسلامية للحصول على إذن لتحويل مؤسسة بنياد المالية والائتمانية إلى بنك. في عام 2008، وافق بنك مركزي إيران على تحويل مؤسسة بنياد المالية والائتمانية إلى بنك وأصدر ترخيصًا لتأسيس البنك. منذ ذلك الحين، بدأت مؤسسة بنياد المالية والائتمانية العمل تحت اسم بنك سينا. لا تزال مؤسسة مستضعفي الثورة الإسلامية أكبر مساهم في بنك سينا.

## الشركات التابعة
يمتلك بنك سينا خمس شركات تابعة في مجالات الصرافة وتطوير التكنولوجيا والتأجير التمويلي والاستثمار تعمل تحت اسم سينا.

## أنشطة المنفعة العامة
بالإضافة إلى أنشطته المالية والائتمانية، يضم سجل بنك سينا أيضًا أنشطة خيرية مثل مساعدة ضحايا الزلازل ومساعدة شراء المعدات الطبية للمناطق المحرومة.

## الأهداف والرؤية
صاغ بنك سينا رؤيته المستقبلية بتصميم وتقديم خدمات مالية تركز على احتياجات العملاء، بهدف خلق قيمة مستدامة لأصحاب المصلحة وتنمية إيران المستدامة، مع الالتزام بمعايير الصناعة المصرفية، والاستفادة من التكنولوجيا، وتنمية المهارات الشخصية والمهنية للموظفين. تعتبر زيادة رأس المال أحد الأهداف قصيرة المدى لبنك سينا. وكان الغرض من زيادة رأس مال هذا البنك هو زيادة معدل العائد على أسهم البنك بحيث توفر أرباح هذا القطاع قيمة مضافة مناسبة لمساهمي البنك.

## خدمات سيبانك
يمكن استخدام كافة الخدمات دون الذهاب للبنك (المصرف) شخصياً و يمكن القيام بذلك من خلال الهواتف المحمولة. افتتاح الحساب و المصادقة دون الحضور شخصيا، طلب إصدار البطاقة و إرسالها إلى العنوان المطلوب للمستلم،إدارة المحفظة الإلكترونية، و الحصول على كافة خدمات الإيداع و البطاقة، و تسهيلات أخرى، المتوفرة مع سيبانك.

## الخطط الاستراتيجية
كما هو مذكور في قسم الخطط الإستراتيجية في بنك سينا أنه بالنظر إلى الحاجة إلى أن يكون أكثر نشاطا في سوق المال والحاجة إلى المنافسة في تقديم الخدمات، اتخذ بنك سينا، بالإضافة إلى تطوير فروعه في طهران، إجراءات لتطوير شبكة الفروع في أجزاء أخرى من البلاد. كما إن احترام العميل والإبداع والابتكار والصدق والنزاهة والتوسع المتزايد للفروع هي الخطط الإستراتيجية لبنك سينا.

## روابط خارجية
- الموقع الرسمي